# Jurij Lotman
Jurij Mihailovič Lotman (rus. Ю́рий Миха́йлович Ло́тман; 28. februar 1922 — 28. oktobar 1993) bio je prominentni semiotičar, istoričar kulture i teoretičar literature, koji je radio na Univerzitetu u Tartuu. Član je Estonske Akademije Nauka. Bio je osnivač Tartu-moskovske škole semiotike i smatra se prvim sovjetskim strukturalistom, zbog svog ranog eseja "Razgraničavanje lingvističkih i filoloških koncepata strukture" (1963) i radova o strukturalnoj poetici. Objavljeno je više od 800 njegovih naslova, i ogromna arhiva (koja se sada nalazi na Talinskom Univerzitetu i u biblioteci Univerziteta u Tartuu) uključuje njegovu korespondenciju sa raznim ruskim intelektualcima.

## Biografija
Jurij Lotman je rođen u jevrejskoj intelektualnoj porodici, u Petrogradu u Rusiji. Njegov otac je bio advokat Mikhail Lotman, a majka Aleksandra Lotman, koja je završila stomatologiju na Sorboni. Njegova starija sestra Ina Obraztsova je diplomirala na Lenjingradskom konzervatorijumu i postala kompozitor i predavač muzičke teorije, mlađa sestra Viktorija Lotman je prominentni kardiolog, a treća sestra Lidija Lotman je bila teoretičarka ruske književnosti druge polovine 19. veka i radila je na Institutu za Rusku Književnost na Ruskoj Akademiji Nauka (Puškinova Kuća), i živela je u Sankt-Petersburgu.
Lotman je završio srednju školu 1939. sa odličnim ocenama i primljen je na Lenjingradski Državni Univerzitet bez polaganja prijemnog. Tu je studirao filologiju, za šta se odlučio zahvaljujući prijateljima sa univerziteta Lidije Lotman (prisustvovao je predavanjima na filologiji dok je još bio u srednjoj školi). Na univerzitetu su mu predavali slavni profesori i akademici - Gurovski, Azadovski, Tomaševski i Prop. 1940. je pozvan u vojsku i za vreme Drugog svetskog rata je služio kao radio operater u artiljeriji. Demobilizovan je iz vojske 1946, i vratio se svojim studijama na univerzitetu i konačno diplomirao sa posebnim pohvalama 1950. Njegovo prvo objavljeno istraživanje bavilo se ruskom književnošću i društvenom misli 18. i 19. veka.
Pošto zbog antisemitizma nije mogao da nastavi sa akademskom karijerom u Lenjingradu (nije mogao da se prijavi na doktorski program), Lotman je otišao u Estoniju 1950. godine i od 1954. je počeo da radi kao predavač na Odeljenju za ruski jezik i književnost na Univerzitetu u Tartuu i kasnije je postao i direktor odeljenja. U Tartuu je osnovao svoju školu, danas poznatu kao Tartu-moskovska škola semiotike. Među članovima ove škole našli su se Boris Uspenski, Vjačeslav Ivanov, Vladimir Toporov, Mihail Gasparov, Aleksander Pjatigorski, Isak Revzin, Georgi Leskis i drugi. Kao rezultat kolektivnog rada, osnovali su teorijski okvir za semiotiku kulture.
Škola je poznata po naučnom časopisu Sign System Studies, koji i danas objavljuje Univerzitet u Tartuu (prethodno ime časopisa je bilo na ruskom, „Труды по знаковым системам“). Danas je to najstariji semiotički časopis na svetu, osnovan 1964.
Lotman se bavio teorijom kulture, ruskom književnošću, istorijom, semiotikom i semiologijom (generalnom teorijom znakova i znakovnih sistema), semiotikom filma, umetnošću, književnošću, robotikom i nizom drugih disciplina. U ovim poljima je Lotman jedan od najcitiranijih autora. Njegova glavna studija iz ruske književnosti je posvećena Puškinu, a među najuticajnijim delima iz semiotike i strukturalizma su „Semiotika filma“, „Analiza poetskog teksta“, „Struktura umetničkog teksta“, „Kultura i eksplozija“, „Univerzum uma“, i tekstovi o semiotičkom modelu koji je napravio 1984. godine - semiosfera.
Žena Jurija Lotmana, Zara Minc, je takođe bila poznata teoretičarka ruske književnosti i profesorka u Tartuu. Imaju tri sina:
- Mihail Lotman (rođen 1952.) je profesor semiotike i književne teorije na Talinskom i Univerzitetu u Tartuu, politički je aktivan i član je estonskog parlamenta (konzervativna Res Publica partija);
- Grigorij Lotman (rođen 1953. godine) je umetnik, živi i radi u Tartuu;
- Aleksej Lotman (rođen 1960. godine) je biolog, od 2006. se takođe bavi politikom i član je parlamenta ispred estonske Zelene partije (2007-2011).

## Bibliografija
- 1975. Lotman Jurij M.; Uspenskij B.A.; Ivanov, V.V.; Toporov, V.N. and Pjatigorskij, A.M. "Theses on the Semiotic Study of Cultures (as Applied to Slavic Texts)". U: Sebeok Thomas A. (ed.), The Tell-Tale Sign: A Survey of Semiotics. Lisse (Netherlands): Peter de Ridder, 57–84. 1975.  978-90-316-0030-4.
- Analysis of the Poetic Text. (Preveo D. Barton Johnson.) Ann Arbor (Mich.): Ardis. 1976.  978-0-88233-106-5.
- Semiotics of Cinema. (Preveo Mark Suino.) (Michigan Slavic Contributions.) Ann Arbor: University of Michigan Press. Семиотика кино и проблемы киноэстетики (Russian). 1976.  978-0-930042-13-4.
- The Structure of the Artistic Text. Prevod sa ruskog Gail Lenhoff i Ronald Vroon. (Michigan Slavic Contributions 7.) Ann Arbor: University of Michigan, Department of Slavic Languages and Literatures. 1977.  978-0-930042-15-8.
- 1979. "The origin of plot in the light of typology". Poetics Today 1(1–2), 161–184.
- Universe of the Mind: A Semiotic Theory of Culture. (Prevela Ann Shukman, uvod napisao Umberto Eco.) London & New York: I. B. Tauris & Co Ltd. xiii+288 p. 1990.  978-1-85043-375-0.
- 2005. "On the semiosphere". (Prevela Wilma Clark) Sign Systems Studies, 33(1): 205–229.
- Culture and Explosion. (Semiotics, Communication and Cognition 1.) De Gruyter Mouton. 2009.  978-3-11-021845-9.

## Prevedena dela
- 1970. Predavanja iz strukturalne poetike (preveo Novica Petković). Sarajevo: zavod za izdavanje udžbenika

- 1971. Semantika broja i tip kulture (s francuskog preveo Milan Vidanović). U: Ulaznica: časopis za kulturu, umetnost, i društvena pitanja 21 (5), 36-39.

- 1978. Ideja I struktura. U: Bunjevac, Milan, ed. Strukturalni prikaz književnosti. Beograd: Nolit, 64-70.

- 1979. Uzajamni odnos prirodnog jezika i metra u mehanizmu stiha (preveo Mihailo Popović). U: Aleksandar Acković, ed. Treći program: izbor. Beograd: Radio Beograd. 531 - 535.

- 1979. Jedan dinamički model semiotičkog sistema (preveo Mihailo Popović). U: Aleksandar Acković, ed. Treći program: izbor. Beograd: Radio Beograd. 412 - 428

- 1979. Semiotika pojmova strah i sram u mehanizmu kulture. (preveo Mihailo Popović). U: Aleksandar Acković, ed. Treći program: izbor. Beograd: Radio Beograd. 394 - 397

- 1997. Како се тамане уши: не-мемоари (превела с руског Вера Зоговић). Летопис Матице српске 115 (48), 704-719

- 2003. Култура и експлозија (превела с руског Веселка Сантини). У:Златна греда: лист за књижевност, уметност, културу и мишљење 25 (3), 44-48.

- 2004. Семиосфера : у свету мишљења : човек, текст, семиосфера, историја (превела с руског Веселка Сантини, превод фрагмената са староруског Богдан Терзић). Нови Сад: Светови

- 2014. Lotman, Jurij M. i Jurij Cvijan. Dijalog sa ekranom (preveo s ruskog Zorislav Paunković). Beograd: Filmski centar Srbije

- 2017. Besedе o ruskoj kulturi : svakodnevica i tradicije ruskog plemstva: XVIII vek - početak XIX veka (preveo s ruskog Zorislav Paunković). Novi Sad: Akademska knjiga

## Tekstovi o Lotmanu
- Andrews, Edna 2003. Conversations with Lotman: Cultural Semiotics in Language, Literature, and Cognition. Toronto: University of Toronto Press.
- Kull, Kalevi 1999. Towards biosemiotics with Yuri Lotman. Semiotica 127(1/4): 115–131.
- Kull, Kalevi 2011. Juri Lotman in English: Bibliography. Sign Systems Studies 39(2/4): 343–356.
- Lepik, Peet 2008. Universals in the Context of Juri Lotman’s Semiotics. (Tartu Semiotics Library 7.) Tartu: Tartu University Press.
- Mandelker, Amy 1994. Semiotizing the sphere: Organicist theory in Lotman, Bakhtin, and Vernadsky. Publications of the Modern Language Association 109(3): 385–396.
- Shukman, Ann 1977. Literature and Semiotics: A Study of the Writings of Ju. M. Lotman. Amsterdam: North Holland.
- Waldstein, Maxim 2008. The Soviet Empire of Signs: A History of the Tartu School of Semiotics. Saarbrücken: VDM Verlag Dr. Müller.

## Spoljašnje veze
- [http://www.elkost.com/authors/lotman
- Архивирано на веб-сајту  (4. март 2016)
- [http://www.ruhr-uni-bochum.de/lirsk